# Ренфру
 Тази статия е за града в Шотландия.  За града в Канада вижте Ренфру (Канада).  За английския археолог вижте Колин Ренфрю.
Ренфру (на английски: Renfrew, /ˈrɛnfruː/) е град в областта Ренфрушър, западна Шотландия. Населението му е около 22 000 души (2011).
Разположен е на 58 метра надморска височина в Средношотландската низина, на левия бряг на река Клайд и на 7 километра западно от центъра на Глазгоу. Селището се споменава за пръв път през XII век, когато става владение на Уолтър фиц Алан, един от основоположниците на династията на Стюартите, които притежават местния замък в продължение на столетия. Днес градът е жилищно и промишлено предградие на Глазгоу.